# Carla Suárez Navarro
Carla Suárez Navarro (* 3. September 1988 in Las Palmas de Gran Canaria) ist eine ehemalige spanische Tennisspielerin. In ihrer Karriere gewann sie zwei Titel auf der WTA Tour und erreichte Platz 6 der Weltrangliste als ihre beste Position.

## Karriere
Suárez Navarro, die im Alter von neun Jahren mit dem Tennissport begann, sammelte 2005 erste Erfahrungen auf der ITF Women’s World Tennis Tour und gewann gleich auf Anhieb bei ihrem Heimturnier in Gran Canaria ihr erstes Turnier. Um an einer Tennisakademie zu trainieren, zog sie 2007 von den Kanaren nach Barcelona. Im selben Jahr folgten die ersten Titel bei Turnieren der $25.000-Kategorie sowie ihre erste Teilnahme an der Qualifikation eines Grand-Slam-Turniers in New York.
2008 gab Suárez Navarro beim 3:2-Viertelfinalerfolg über Italien ihren Einstand für die spanische Fed-Cup-Mannschaft. Sie hat 29 Partien im Einzel und Doppel für ihr Land bestritten, von denen sie 18 gewinnen konnte (Einzelbilanz: 17:8).

### Frühe Erfolge und Verletzungsrückschläge: 2008–2012
Nachdem sie das Jahr mit einer Halbfinalteilnahme in Bogotá begonnen hatte, konnte Suárez Navarro gleich bei ihrem ersten Auftritt bei den French Open ins Viertelfinale einziehen. Nach überstandener Qualifikation besiegte sie in Runde zwei die ehemalige Nummer eins, Amélie Mauresmo, mit 6:3, 6:4. Im Viertelfinale unterlag sie dann Jelena Janković mit 3:6, 2:6. In Wimbledon folgte das erneute Aus gegen Janković in Runde zwei. Obwohl sie das Jahr mit sechs Niederlagen am Stück beendete, wurde sie zum Saisonende erstmals in den Top 50 der Weltrangliste geführt.
Bei den Australian Open besiegte sie 2009 in Runde zwei die an Position sechs gesetzte Venus Williams. Danach folgten Siege über ihre Landsfrauen María José Martínez Sánchez und Anabel Medina Garrigues. Suárez Navarro verlor dann im Viertelfinale mit 2:6 und 2:6 gegen die an vier gesetzte Jelena Dementjewa. In Marbella erreichte sie anschließend ihr erstes WTA-Finale, in dem sie einmal mehr von Janković gestoppt wurde, gefolgt vom Halbfinale in Barcelona und ihrem ersten Einzug in die dritte Runde von Wimbledon, in dem sie gegen Venus Williams ausschied. Nach einem zwischenzeitlichen Bestranking von 22, beendete sie 2009 als zweites Jahr in Folge in den Top 50 der Weltrangliste. Die Saison 2010 begann für Suárez Navarro erneut vielversprechend mit dem Erreichen der dritten Runde in Melbourne sowie einer weiteren Finalteilnahme in Marbella, wo sie sich dieses Mal Flavia Pennetta geschlagen geben musste. Beim Turnier in Fès erlitt sie eine langwierige Knöchelverletzung, von der sie bei den French Open zurückkehrte, dort jedoch in der ersten Runde ausschied und anschließend erneut bis zu den US Open pausierte, wo sie wiederum zum Auftakt scheiterte. In der Weltrangliste fiel Suárez Navarro daraufhin aus den Top 50 der Welt heraus.
2011 zog sie sich in Acapulco eine Ellenbogenverletzung zu, die sie für mehrere Monate außer Gefecht setzte, weshalb sie auch in Paris nicht an den Start gehen konnte. Über Turniere auf der ITF-Tour versuchte sich die Spanierin wieder nach vorne zu kämpfen und erreichte im September bei den US Open erstmals das Achtelfinale, in dem sie von Andrea Petković glatt besiegt wurde. In der folgenden Saison stand sie in Oeiras nach mehr als zwei Jahren wieder in einem WTA-Finale, verlor jedoch in drei Sätzen gegen Kaia Kanepi. Bei den French Open kam sie in die dritte Runde, bei den Olympischen Spielen in London schied sie bereits zum Auftakt gegen Samantha Stosur aus. Ihr bestes Saisonergebnis erzielte sie in Peking, wo sie nach Siegen über Petra Kvitová und Jelena Janković erstmals das Viertelfinale eines Turniers der Premier-Mandatory-Kategorie erreichte.

### Rückkehr in die erweiterte Weltspitze: 2013–2014

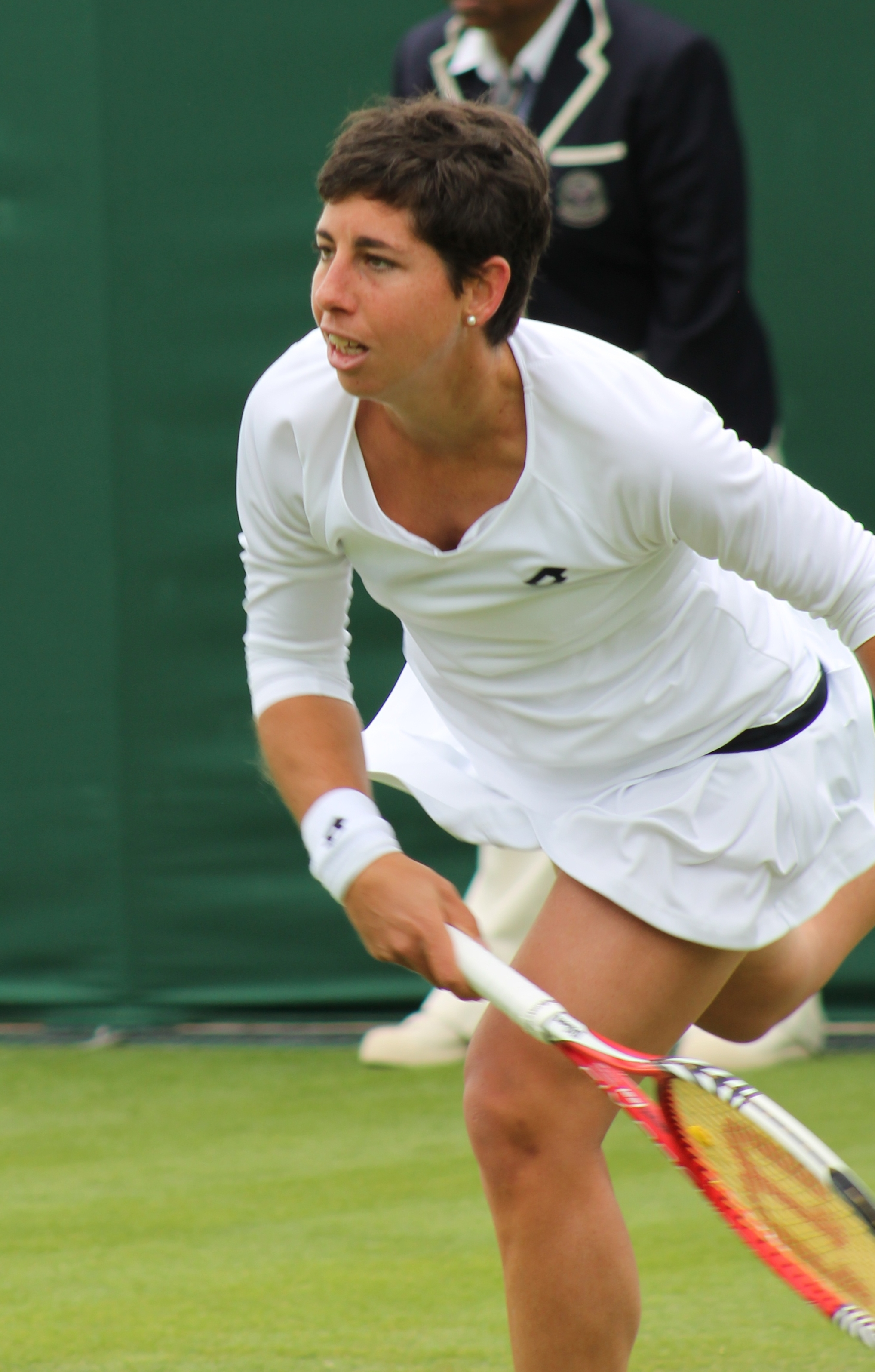
2013 in Wimbledon

Ihre aufsteigende Form konnte Suárez Navarro im Folgejahr bestätigen, als sie nach zwei weiteren verlorenen WTA-Endspielen gegen Sara Errani in Acapulco sowie gegen Anastassija Pawljutschenkowa in Oeiras erstmals das Viertelfinale von Rom erreichte und anschließend sowohl in Paris als auch in London bis ins Achtelfinale vorrückte, wo sie erst von Sara Errani respektive Petra Kvitová geschlagen werden konnte. Bei den US Open 2013 stieß sie sogar erstmals ins Viertelfinale vor, konnte dort gegen Serena Williams jedoch kein einziges Spiel gewinnen. Trotzdem beendete sie die Saison erstmals in den Top 20 der Weltrangliste.
2014 gelang Suárez Navarro dann in Oeiras nach einem Finalerfolg über Swetlana Kusnezowa im fünften Anlauf ihr erster WTA-Titelgewinn. In Rom kam sie wie auch bei den French Open, wo sie schließlich an Eugenie Bouchard scheiterte, jeweils ins Viertelfinale. Im Doppel erreichte sie dort mit ihrer Landsfrau Garbiñe Muguruza das Halbfinale, in dem die beiden den späteren Grand-Slam-Siegerinnen Peng Shuai und Hsieh Su-wei in drei Sätzen unterlagen. Zuvor stand sie mit ihrer Landsfrau zusammen bereits im Endspiel von Madrid, das sie gegen Sara Errani und Roberta Vinci verloren. In Stanford siegten sie dann erstmals zusammen bei einem Turnier der Premier-Kategorie; für Suárez Navarro war es der erste WTA-Titel überhaupt. Ferner erzielte sie auf Hartplatz zwei weitere Viertelfinalteilnahmen beim Rogers Cup in Montreal und in Tokio. Im Doppel qualifizierte sie sich gemeinsam mit Garbiñe Muguruza am Saisonende für die WTA Championships in Singapur. Dort scheiterten sie im Wettbewerb der besten acht Damendoppel jedoch bereits im Viertelfinale erneut an Hsieh Su-wei und Peng Shuai.

### Aufstieg zur Top-10-Spielerin: 2015–2016
Nachdem Suárez Navarro Anfang 2015 in Melbourne bereits in der ersten Runde chancenlos gegen Carina Witthöft ausgeschieden war, startete sie eine Serie von acht Turnieren am Stück, in denen sie mindestens bis ins Viertelfinale kam. So erreichte sie zunächst in Antwerpen ihr siebtes WTA-Finale, konnte zum Endspiel gegen Andrea Petković jedoch wegen einer Nackenverletzung nicht antreten. In Indian Wells und Madrid stand sie erstmals im Viertelfinale. Doch ihre größten Saisonerfolge feierte sie in Miami und Rom, wo sie nach Erfolgen über Agnieszka Radwańska und Venus Williams sowie Petra Kvitová und Simona Halep jeweils ins Endspiel einzog, beide Male aber verlor. Beim Hartplatzturnier erwies sich Serena Williams als zu stark und in Italien war es Marija Scharapowa, die sie in drei Sätzen niederrang. Dennoch wurde die Spanierin nach der Sandplatzsaison erstmals in den Top 10 gelistet. Im Doppel errang sie gemeinsam mit Muguruza nach zwei verlorenen Finals in Dubai und Madrid in Birmingham ihren zweiten Titel, auf den in Tokio nach einem Zweisatzsieg über die an Position zwei gesetzten Taiwanesinnen Chan Yung-jan und Chan Hao-ching ihr bislang größter folgte.
In der zweiten Hälfte des Jahres konnte Suárez Navarro ihre Leistungen nicht ansatzweise aufrechterhalten und kassierte ausgehend von Eastbourne sieben Erstrundenniederlagen in Folge, darunter auch in Wimbledon und bei den US Open. Dennoch schloss sie die Saison auf Weltranglistenposition 13 ab und qualifizierte sich für die Elite Trophy in Zhuhai, wo sie Elina Switolina unterlag und damit in der Gruppenphase ausschied. Im Doppel startete sie an der Seite von Muguruza wie auch im Vorjahr bei den WTA Championships 2015 in Singapur. Durch zwei Vorrundensiege gegen Chan Yung-jan und Chan Hao-ching sowie Caroline Garcia und Katarina Srebotnik, zogen sie erstmals ins Halbfinale ein, das sie gegen Andrea Hlaváčková und Lucie Hradecká gewannen, bevor sie im Endspiel von den Weltranglistenführenden Martina Hingis und Sania Mirza geschlagen wurden.
2016 spielte Suárez Navarro ihre durchgehend konstanteste Saison. Bei allen vier Grand-Slam-Turnieren erreichte sie mindestens das Achtelfinale, bei den Australian Open sogar das Viertelfinale. Daneben konnte sie in Doha nach einem Endspielsieg über Jeļena Ostapenko ihren größten WTA-Titel feiern. In der folgenden Woche erzielte sie mit Platz sechs ihre bislang beste Weltranglistenposition. Außerdem erreichte sie erstmals das Viertelfinale von Cincinnati sowie die dritte Runde beim Tennisturnier der Olympischen Spiele in Rio de Janeiro, in der sie nach Erfolgen über Ana Ivanović und Ana Konjuh an Madison Keys scheiterte. Im Doppel kam sie zusammen mit Garbiñe Muguruza an Position vier gesetzt bis ins Viertelfinale, wo sie den späteren Siegerinnen Jekaterina Makarowa und Jelena Wesnina aus Russland unterlagen. Zusammen mit David Ferrer nahm sie auch im Mixed-Wettbewerb teil, es blieb jedoch beim Erstrundenauftritt.

### Seit 2017

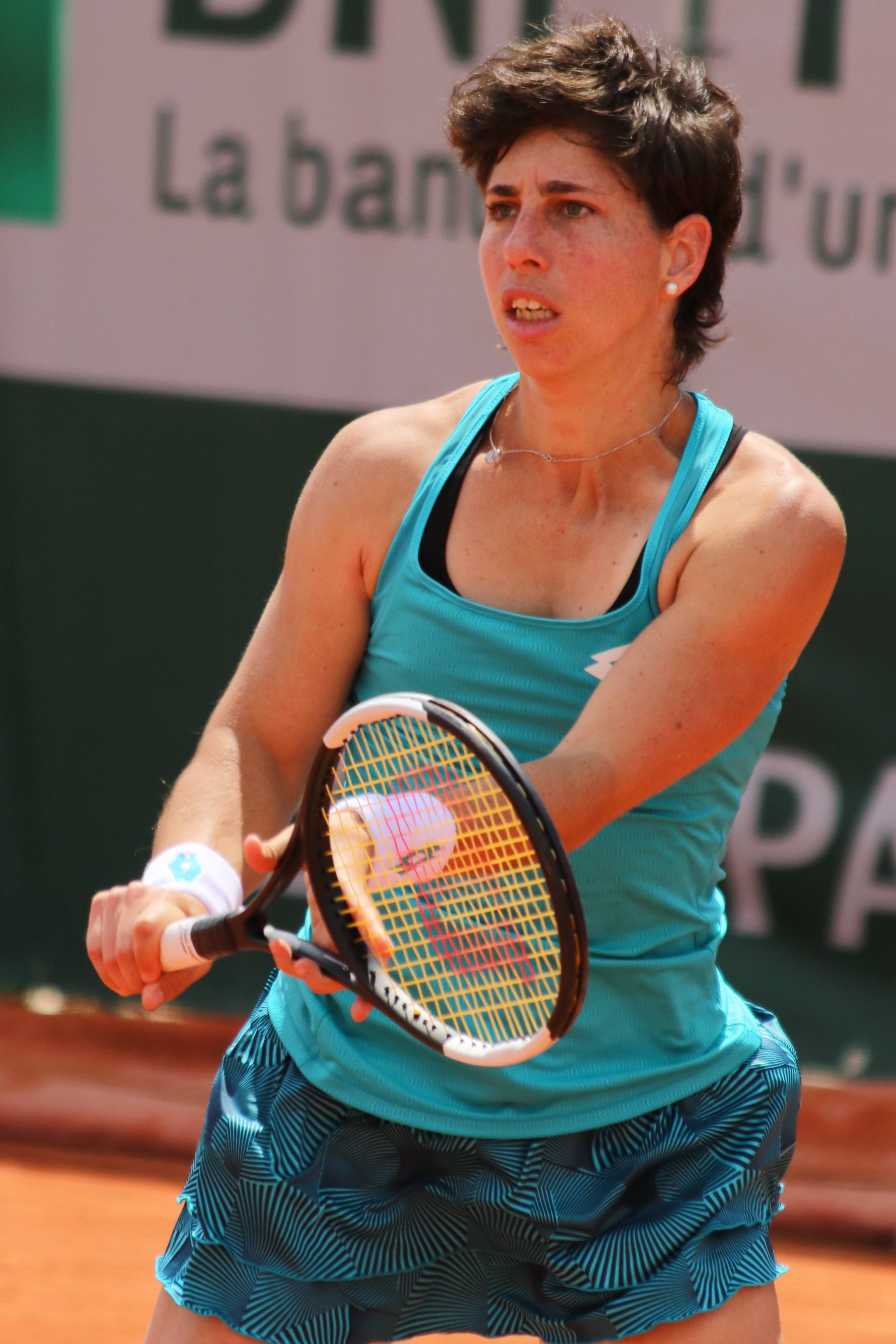
Carla Suárez Navarro (2019)

2017 erreichte Suárez Navarro nur zwei Halbfinals bei kleineren WTA-Turnieren in Monterrey und Bukarest. Bei den French Open kam sie noch einmal ins Achtelfinale, in dem sie gegen Simona Halep chancenlos war, ebenso in New York, wo sie gegen Venus Williams in drei Sätzen verlor. Im darauffolgenden Jahr zeigte sich die Spanierin wieder in deutlich besserer Form und rückte sowohl bei den Australian Open, bei denen sie nach Siegen über Kaia Kanepi und Anett Kontaveit erst an Caroline Wozniacki scheiterte, als auch bei den US Open, wo sie unter anderem Caroline Garcia und Marija Scharapowa schlagen konnte, bevor sie erneut gegen Madison Keys verlor, bis ins Viertelfinale vor und kehrte damit in die Top 30 der Weltrangliste zurück. Zudem stand sie nach 2015 wieder im Viertelfinale von Indian Wells und Madrid, verlor dort aber gegen Venus Williams und Caroline Garcia. In New Haven erreichte sie ihr bislang letztes Endspiel auf der WTA Tour und profitierte im Turnierverlauf von der Aufgabe gleich drei Gegnerinnen, ehe sie im Finale Aryna Sabalenka in glatten Sätzen unterlag.
Zur Saison 2019 reduzierte Suárez Navarro ihre Auftritte auf der WTA Tour fast ausschließlich auf die Teilnahme größerer Turniere. Dabei erzielte sie lediglich zwei Viertelfinalteilnahmen in Dubai und San José. In Wimbledon erreichte sie noch einmal die vierte Runde und verlor dort abermals gegen Serena Williams, in New York musste sie in der ersten Runde gegen Tímea Babos aufgeben. Ende des Jahres verkündete sie, dass sie sich nach der Saison 2020 vom Leistungssport zurückziehen werde.
Am 1. September 2020 gab Suárez Navarro bekannt, dass sie an einem Hodgkin-Lymphom, einem bösartigen Tumor des Lymphsystems, erkrankt sei, und sich die nächsten sechs Monate einer Chemotherapie unterziehen werde. Am 22. April 2021 gab sie bekannt, die Therapie beendet und die Krankheit besiegt zu haben. Bei den French Open möchte sie auf die Tour zurückkehren.
Am 3. November 2021, nach dem Ausscheiden aus dem Billie-Jean-King Cup, verabschiedete Carla Suárez Navarro sich endgültig von der Tennisbühne.
Suárez Navarro hat gemeinsam mit der spanischen Fußballerin Olga García seit 2. Juni 2023 Zwillinge.

## Turniersiege

### Einzel
| Nr. | Datum            | Turnier | Kategorie         | Belag     | Finalgegnerin      | Ergebnis      |
| --- | ---------------- | ------- | ----------------- | --------- | ------------------ | ------------- |
| 1.  | 3. Mai 2014      | Oeiras  | WTA International | Sand      | Swetlana Kusnezowa | 6:4, 3:6, 6:4 |
| 2.  | 27. Februar 2016 | Doha    | WTA Premier 5     | Hartplatz | Jeļena Ostapenko   | 1:6, 6:4, 6:4 |

### Doppel
| Nr. | Datum              | Turnier    | Kategorie   | Belag     | Partnerin        | Finalgegnerinnen                 | Ergebnis         |
| --- | ------------------ | ---------- | ----------- | --------- | ---------------- | -------------------------------- | ---------------- |
| 1.  | 3. August 2014     | Stanford   | WTA Premier | Hartplatz | Garbiñe Muguruza | Paula Kania Kateřina Siniaková   | 6:2, 4:6, [10:5] |
| 2.  | 21. Juni 2015      | Birmingham | WTA Premier | Rasen     | Garbiñe Muguruza | Andrea Hlaváčková Lucie Hradecká | 6:4, 6:4         |
| 3.  | 27. September 2015 | Tokio      | WTA Premier | Hartplatz | Garbiñe Muguruza | Chan Hao-ching Chan Yung-jan     | 7:5, 6:1         |

## Abschneiden bei Grand-Slam-Turnieren

### Einzel
Die Tabelle listet die Ergebnisse der Grand-Slam-Turniere, der Tour Championships, der Olympischen Spiele, des Fed Cups bzw. Billie Jean King Cups und der Turniere folgender Kategorien auf: 1990–2008: Tier I, 2009–2020: Premier Mandatory und Premier 5, ab 2021: WTA 1000.
| Turnier              | 2007 | 2008 | 2009 | 2010 | 2011 | 2012 | 2013 | 2014 | 2015 | 2016 | 2017 | 2018 | 2019 | 2020 | 2021 | Karriere |
| -------------------- | ---- | ---- | ---- | ---- | ---- | ---- | ---- | ---- | ---- | ---- | ---- | ---- | ---- | ---- | ---- | -------- |
| Australian Open      | —    | Q2   | VF   | 3    | 2    | 2    | 3    | 3    | 1    | VF   | 2    | VF   | 2    | 2    | —    | 3 × VF   |
| French Open          | —    | VF   | 3    | 1    | —    | 3    | AF   | VF   | 3    | AF   | AF   | 2    | 3    | —    | 1    | 2 × VF   |
| Wimbledon            | —    | 2    | 3    | —    | Q2   | 1    | AF   | 2    | 1    | AF   | 2    | 3    | AF   |      | 1    | 3 × AF   |
| US Open              | Q2   | 1    | 2    | 1    | AF   | 2    | VF   | 3    | 1    | AF   | AF   | VF   | 1    | —    | 1    | 2 × VF   |
| WTA Finals           | —    | —    | —    | —    | —    | —    | —    | —    | —    | —    | —    | —    | —    |      | —    | —        |
| Doha                 |      | —    |      |      |      | 1    | 1    | —    |      | S    |      | 2    |      | 2    |      | 1 × S    |
| Dubai                |      |      | —    | —    | —    |      |      |      | VF   |      | —    |      | VF   |      | —    | 2 × VF   |
| Indian Wells         | —    | —    | 2    | AF   | —    | 2    | 3    | 3    | VF   | —    | 2    | VF   | 2    |      | —    | 2 × VF   |
| Miami                | —    | —    | 3    | 2    | —    | 1    | 3    | AF   | F    | 2    | 2    | 2    | 2    |      | —    | 1 × F    |
| Charleston           | —    | —    |      |      |      |      |      |      |      |      |      |      |      |      |      | —        |
| Rom                  | —    | —    | 2    | —    | —    | Q1   | VF   | VF   | F    | AF   | 1    | 1    | AF   | —    | —    | 1 × F    |
| Madrid               |      |      | 1    | —    | —    | 2    | 2    | AF   | VF   | AF   | AF   | VF   | 2    |      | —    | 2 × VF   |
| Berlin               | —    | —    |      |      |      |      |      |      |      |      |      |      |      |      |      | —        |
| San Diego            | —    |      |      |      |      |      |      |      |      |      |      |      |      |      |      | —        |
| Cincinnati           |      |      | 1    | —    | Q1   | 1    | 1    | AF   | 1    | VF   | AF   | 1    | 1    | —    | —    | 1 × VF   |
| Kanada               | —    | —    | 1    | —    | —    | AF   | 2    | VF   | 1    | 2    | 1    | AF   | 2    |      | —    | 1 × VF   |
| Tokio                | —    | —    | 1    | —    | —    | 1    | 1    |      |      |      |      |      |      |      |      | 3 × 1R   |
| Wuhan                |      |      |      |      |      |      |      | 2    | AF   | AF   | 1    | 1    | —    |      |      | 2 × AF   |
| Zürich               | —    |      |      |      |      |      |      |      |      |      |      |      |      |      |      | —        |
| Peking               |      |      | 1    | Q2   | 2    | VF   | AF   | AF   | AF   | 1    | 1    | 2    | —    |      |      | 1 × VF   |
| Moskau               | —    | Q1   |      |      |      |      |      |      |      |      |      |      |      |      |      | 1 × Q1   |
| Olympische Spiele    |      | 1    |      |      |      | 2    |      |      |      | AF   |      |      |      | 2    |      | 1 × AF   |
| Billie Jean King Cup | —    | F    | VF   | W2   | PO   | VF   | PO   | VF   | —    | PO   | —    | W2   | PO   | RR   | RR   | 1 × F    |

Zeichenerklärung: S = Turniersieg; F, HF, VF, AF = Einzug ins Finale, Halb-, Viertel-, Achtelfinale; 1, 2, 3 = Ausscheiden in der 1., 2., 3. Haupt- / Finalrunde; Q1, Q2, Q3 = Ausscheiden in der 1., 2. 3. Qualifikationsrunde; RR = Round Robin (Gruppenphase); nicht ausgetragen oder andere Kategorie; PO (Playoff), P2 = Auf-/Abstiegsrunde zur Weltgruppe I/II im Fed Cup; W2, K1, K2, K3 = Teilnahme in der Weltgruppe II, Kontinentalgruppe I, II, III im Fed Cup.

### Doppel
| Turnier         | 2008 | 2009 | 2010 | 2011 | 2012 | 2013 | 2014 | 2015 | 2016 | 2017 | 2018 | 2019 | 2020 | 2021 | Karriere |
| --------------- | ---- | ---- | ---- | ---- | ---- | ---- | ---- | ---- | ---- | ---- | ---- | ---- | ---- | ---- | -------- |
| Australian Open | —    | 1    | 1    | 1    | 2    | VF   | —    | 2    | —    | —    | —    | —    | —    | —    | VF       |
| French Open     | —    | 1    | —    | —    | 1    | 1    | HF   | 1    | —    | —    | —    | —    | —    | —    | HF       |
| Wimbledon       | 1    | 2    | —    | —    | 2    | AF   | AF   | 2    | —    | —    | —    | —    |      | —    | AF       |
| US Open         | 1    | 2    | —    | 1    | 2    | 1    | AF   | 2    | —    | —    | —    | —    | —    | 1    | AF       |

## Auszeichnungen
- WTA Rückkehrerin des Jahres – 2021[7]